# Morton (Viena)
Morton és un municipi francès situat al departament de la Viena i a la regió de la Nova Aquitània. L'any 2007 tenia 335 habitants.

## Demografia

### Població
El 2007 la població de fet de Morton era de 335 persones. Hi havia 132 famílies de les quals 37 eren unipersonals (15 homes vivint sols i 22 dones vivint soles), 40 parelles sense fills i 55 parelles amb fills.
La població ha evolucionat segons el següent gràfic:
Habitants censats

### Habitatges
El 2007 hi havia 161 habitatges, 133 eren l'habitatge principal de la família, 21 eren segones residències i 7 estaven desocupats. 158 eren cases i 2 eren apartaments. Dels 133 habitatges principals, 103 estaven ocupats pels seus propietaris i 29 estaven llogats i ocupats pels llogaters; 1 tenia una cambra, 5 en tenien dues, 27 en tenien tres, 29 en tenien quatre i 71 en tenien cinc o més. 107 habitatges disposaven pel capbaix d'una plaça de pàrquing. A 52 habitatges hi havia un automòbil i a 67 n'hi havia dos o més.

### Piràmide de població
La piràmide de població per edats i sexe el 2009 era:
| Homes | Edats   | Dones |
| ----- | ------- | ----- |
| 0     | 95 o +  | 0     |
| 0     | 90 a 94 | 0     |
| 0     | 85 a 89 | 0     |
| 4     | 80 a 84 | 4     |
| 12    | 75 a 79 | 12    |
| 16    | 70 a 74 | 8     |
| 12    | 65 a 69 | 4     |
| 4     | 60 a 64 | 12    |
| 8     | 55 a 59 | 4     |
| 16    | 50 a 54 | 4     |
| 0     | 45 a 49 | 8     |
| 4     | 40 a 44 | 12    |
| 4     | 35 a 39 | 12    |
| 20    | 30 a 34 | 8     |
| 4     | 25 a 29 | 12    |
| 4     | 20 a 24 | 4     |
| 12    | 15 a 19 | 8     |
| 24    | 10 a 14 | 4     |
| 16    | 5 a 9   | 12    |
| 0     | 0 a 4   | 12    |

## Economia
El 2007 la població en edat de treballar era de 204 persones, 154 eren actives i 50 eren inactives. De les 154 persones actives 129 estaven ocupades (76 homes i 53 dones) i 25 estaven aturades (9 homes i 16 dones). De les 50 persones inactives 14 estaven jubilades, 13 estaven estudiant i 23 estaven classificades com a «altres inactius».

### Ingressos
El 2009 a Morton hi havia 146 unitats fiscals que integraven 354 persones, la mediana anual d'ingressos fiscals per persona era de 13.969 €.

### Activitats econòmiques
Dels 9 establiments que hi havia el 2007, 2 eren d'empreses de fabricació d'altres productes industrials, 2 d'empreses de construcció, 3 d'empreses de comerç i reparació d'automòbils, 1 d'una empresa d'hostatgeria i restauració i 1 d'una empresa classificada com a «altres activitats de serveis».
Dels 3 establiments de servei als particulars que hi havia el 2009, 1 era un taller de reparació d'automòbils i de material agrícola i 2 electricistes.
L'únic establiment comercial que hi havia el 2009 era una adrogueria.
L'any 2000 a Morton hi havia 11 explotacions agrícoles que ocupaven un total de 588 hectàrees.

## Equipaments sanitaris i escolars
El 2009 hi havia una escola elemental integrada dins d'un grup escolar amb les comunes properes formant una escola dispersa.

## Poblacions més properes
El següent diagrama mostra les poblacions més properes.